# العمارة الإسلامية الصينية

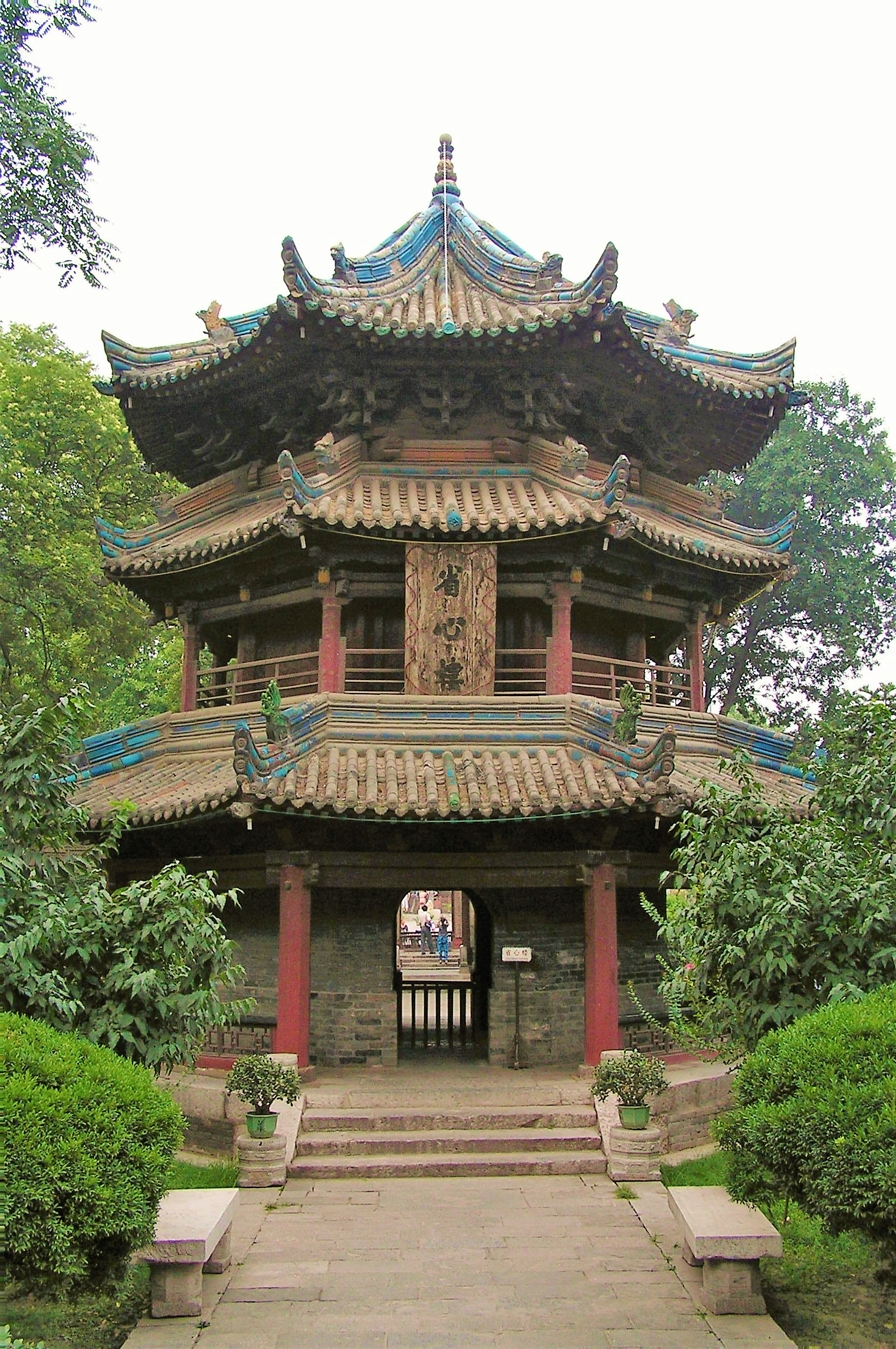
مئذنة الجامع الكبير في شيان، الصين، بتصميم معماري صيني تقليدي، تعكس التفاعل الثقافي والديني بين العمارة الإسلامية والخصائص المحلية الصينية.

العمارة الإسلامية الصينية (بالإنجليزية: Chinese Islamic architecture, Sino-Islamic architecture، بـالهوسا: Tsarin gine -ginen Musulunci na ƙasar Sin ko na Musulunci) أو العمارة الصين-إسلامية أو العمارة الإسلامية في الصين: هي مصطلحات تشير إلى التقاليد المعمارية والتراث الثقافي للسكان المسلمين في الصين، سواء في البر الرئيسي أو في المناطق الخارجية من الصين، والتي كانت موجودة منذ القرن الثامن الميلادي وحتى الوقت الحاضر. مع تثاقف الدين الإسلامي وثقافة الهان الصينية السائدة، نشأ أسلوب معماري فريد بين المسلمين الصينيين أصبح مبدأ بالنسبة لهم دمج عناصر العمارة الصينية والعمارة الإسلامية معًا في المساجد وقاعات الصلاة والأضرحة والمباني الأخرى.
تمت ممارسة الإسلام في المجتمع الصيني منذ 1300 سنة. حاليا، يشكل المسلمون الصينيون أقلية في الصين، ويمثلون ما بين 0.45% إلى 1.8% من إجمالي السكان وفقًا لأحدث التقديرات. مع أن المسلمين الهوي هم المجموعة الأكثر عددًا، يقع أكبر تركيز للمسلمين الصينيين في شمال غرب الصين، ومعظمهم في سنجان المتمتعة بـالحكم الذاتي، والتي تضم عددًا كبيرًا من السكان الأويغور. توجد أعداد أقل ولكنها مهمة من المسلمين الصينيين في مناطق نينغشيا وقانسو وتشينغهاي. من بين 55 أقلية معترف بها رسميًا في الصين، هناك عشر مجموعات غالبيتها من المسلمين السنة.